# Dinotrema ambiguum
Dinotrema ambiguum är en stekelart som beskrevs av Vladimir Ivanovich Tobias 2004. Dinotrema ambiguum ingår i släktet Dinotrema och familjen bracksteklar. Inga underarter finns listade i Catalogue of Life.